# This Day and Age
This Day and Age is een Amerikaanse misdaadfilm uit 1933 onder regie van Cecil B. DeMille. De film werd destijds uitgebracht onder de titel De jeugd ontwaakt.

## Verhaal
Steve Smith is de leider over een groep middelbare scholieren in een stad in het midwesten van de Verenigde Staten. De jongeren zetten alles in het werk om de crimineel Louis Garret te laten arresteren voor de moord op een kleermaker. De plaatselijke autoriteiten zijn echter doodsbenauwd voor de invloedrijke misdadiger.

## Rolverdeling
| Acteur           | Personage       |
| ---------------- | --------------- |
| Charles Bickford | Louis Garrett   |
| Richard Cromwell | Steve Smith     |
| Judith Allen     | Gay Merrick     |
| Harry Green      | Herman          |
| Bradley Page     | Toledo          |
| Edward J. Nugent | Don Merrick     |
| Ben Alexander    | Morry Dover     |
| Lester Arnold    | Sam Weber       |
| Michael Stuart   | Billy Gordon    |
| Oscar Rudolph    | Gus Ruffo       |
| Mickey Daniels   | Mosher          |
| Fuzzy Knight     | Max             |
| George Barbier   | Rechter Maguire |